# Giacomo Cavedone

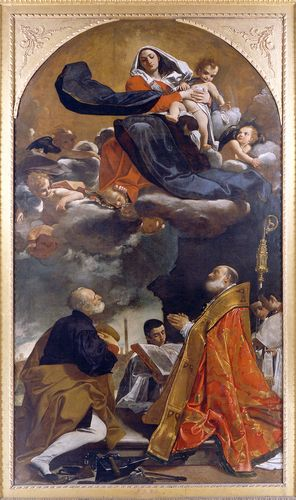
Pala de Sant'Alò (retablo de la Virgen con los santos Alejo y Petronio), Pinacoteca Nacional de Bolonia.

Giacomo Cavedone (o Cavedoni) (Sassuolo, 1577 - Bolonia, 1660), fue un pintor italiano, activo durante el Barroco.

## Biografía
Comenzó su aprendizaje en los talleres de Bernardino Baldi y Annibale Carracci (1591), gracias a la beca que su padre, Peregrino Cavedone, un modesto pintor, obtuvo para él de las autoridades de Sassuolo. Cuando Annibale marchó a Roma, el joven Cavedone permaneció en Bolonia con otro de los Carracci, Ludovico. En 1609-10 trabajó en Roma a las órdenes de Guido Reni. También le siguió a Venecia en el período 1612-13. Con el tiempo se convirtió en el principal ayudante de Ludovico Carracci, y a su muerte en 1619, se convirtió en Caposindaco de la Accademia degli Incamminati.
El rasgo más distintivo del arte de Cavedone es su íntima dependencia del estilo de su maestro Ludovico Carracci. Su obra maestra es la Virgen en la gloria con el Niño y los santos Petronio y Alò (1614, Pinacoteca Nazionale, Bolonia), donde exhibe una riqueza de colorido que le vincula directamente al arte veneciano.
Cavedone perteneció a una fértil generación de artistas boloñeses formados bajo la dirección de los Carracci: Mastelletta, Alessandro Tiarini, Lucio Massari, Leonello Spada y Lorenzo Garbieri fueron algunos de los artistas que llevaron al esplendor a la Escuela Boloñesa.
Cuando parecía que Giacomo Cavedone buscaba nuevos caminos para su arte, sufrió una serie de horribles desgracias que marcaron su existencia para siempre: en 1624 cayó del andamio mientras pintaba la decoración al fresco en San Salvatore de Bolonia. Este accidente lo dejó inválido el resto de su vida, no pudiendo volver a pintar. La muerte de toda su familia en la peste de 1630 fue un golpe aún más terrible. Cavedone vivió treinta años más en la oscuridad, muriendo en la indigencia en 1660. Entre sus discípulos podemos citar a Giovanni Andrea Sirani, Giovanni Battista Cavagna (o Cavazza), Ottavio Corrado y Flaminio Torri.

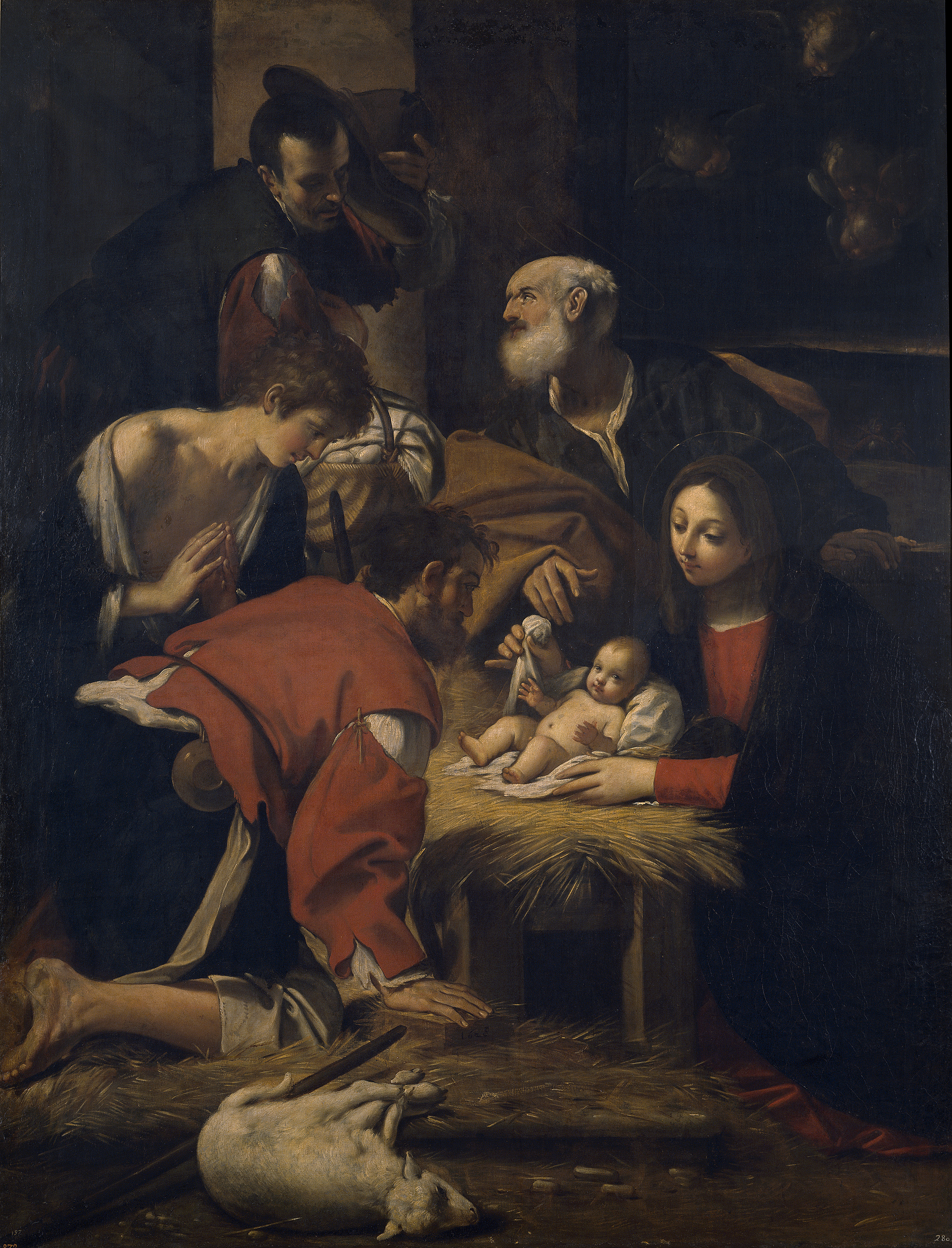
Adoración de los Pastores, Museo del Prado.

## Obras destacadas
- Frescos en San Michele in Bosco, Bolonia (1604-1605)
  - Muerte de San Benito
- Gloria de San Esteban (1601, Galleria Estense, Modena)
- Muerte de San Pedro Mártir (Pinacoteca Nazionale, Bolonia)
- Bautismo de Cristo (1611-12, San Pietro Martire, Modena)
- Pala de Sant'Alò (1614, Pinacoteca Nazionale, Bolonia)
- Descubrimiento del Crucifijo milagroso de Beirut (1622, San Salvatore, Bolonia)
- Adoración de los Pastores (San Paolo Maggiore, Bolonia)
- Adoración de los Reyes Magos (San Paolo Maggiore, Bolonia)
- Deposición (Santuario di Caravaggio)